# Caniles
Caniles és un municipi de la província de Granada, situat al nord de la capital. Es troba en la vora d'una plana, entre el vessant nord de la Serra de Baza i la foia del mateix nom. Caniles penetra en el Parc Natural "Serra de Baza" pel seu costat sud-oriental. S'accedeix a través de la carretera A-334 Baza-Huércal Overa. L'activitat principal és l'agricultura.

## Etimologia
El nom del poble prové del terme "canālis" d'origen llatí, en referència als canals d'aigua construïts artificialment com a sistema tradicional de reg, després els àrabs ho van cridar "Qanalis", però amb el temps, a través del fenomen fonètic d'alguns dialectes àrabs antics, dit imela, van substituir la "a" llarga per la "i" fins a arribar a quedar en l'actualitat com Caniles. També és possible que sigui una derivació del llatí "cementiri de gossos: "cannis".

## Història
Existeixen vestigis d'assentaments Neolítics en la Cova de la Pastora o el Poblat dels Munts de Pedra; i de l'Edat del Coure i del Bronze en Rejano, la Carriza, el Barri de Sant Sebastià i Font de la Salut.
Els fenicis, procedents del Llevant d'Almeria i murcià, van aprofitar els passadissos naturals dels rius Bodurria, Morax i Valcabra així com els corredors de Hijate i Chirivel, per connectar amb el solc intràbetic. Font Maneta i Parrax conserven encara la petjada fenícia.
En 1487 va ser conquistada pels Reis Catòlics i lliurada en senyoriu a Gonzalez Fernández de Córdoba, El Gran Capità.

## Distribució de la població
| Unitat poblacional                                                                                       | Hab.                                |
| --- | ----------------------------------- |
| Balax Caniles El Francés La Jauca La Vega Las Molineras Los Gallardos Los Olmos Los Pinos Maclite Rejano | 360 4.182 7 13 68 31 105 7 35 21 20 |

- Font: INE Arxivat 2006-06-15 a Wayback Machine..

## Demografia
| 1787 | 1842 | 1860 | 1877 | 1887 | 1897 | 1900 | 1910 | 1920 | 1930 | 1940 | 1950 | 1960 | 1970 | 1981 | 1991 | 1996 | 2001 | 2004 | 2005 |
| ---- | ---- | ---- | ---- | ---- | ---- | ---- | ---- | ---- | ---- | ---- | ---- | ---- | ---- | ---- | ---- | ---- | ---- | ---- | ---- |
| 2994 | 3947 | 5057 | 5147 | 5589 | 5785 | 5717 | 6343 | 6989 | 7496 | 8213 | 8795 | 9086 | 8838 | 6472 | 5181 | 5303 | 4817 | 4782 | 4849 |